# Fate/unlimited codes
Fate/unlimited codes là trò chơi điện tử thuộc thể loại đối kháng theo kế hoạch của hãng Cavia do Eighting phát triển và Capcom phát hành. Game dựa trên visual novel Fate/stay night của hãng Type-Moon được phát hành ở Nhật Bản cho hệ máy thùng Arcade vào ngày 11 tháng 6 năm 2008 và cho PlayStation 2 vào ngày 18 tháng 12 năm 2008. Một bản chuyển thể nâng cao được phát hành cho PlayStation Portable tại Nhật Bản vào ngày 18 tháng 6 năm 2009, rồi sau được phát hành dưới dạng kỹ thuật số trên hệ thống PlayStation Store ở Bắc Mỹ và châu Âu vào ngày 3 và 10 tháng 9 năm 2009.
Ngày 30 tháng 5 năm 2012, theo nguồn tin từ phía công ty cho biết do giấy phép hết hạn, Capcom Mỹ đã ngừng cung cấp game trên hệ thống PlayStation Store trong khu vực này tính đến hết ngày 12 tháng 6 của năm đó.

## Nhân vật
- Saber
- Shirō Emiya
- Archer
- Rin Tōsaka
- Lancer
- Rider
- Berserker
- Assassin
- Gilgamesh
- Caster
- Kirei Kotomine
- Sakura Matō
- Luviagelita Edelfelt

Những nhân vật chỉ dành riêng cho PS2 và PSP
- Bazett Fraga Mcremitz
- Saber Alter
- Leysritt
- Zero Lancer